# Cross Pforzheim
Der Cross Pforzheim (offizieller Name: Sparkassen Cross Pforzheim) ist ein Crosslauf, der seit 2008 jährlich am Lohwiesenhof bei Pforzheim-Huchenfeld stattfindet. Er ist Wertungslauf des Deutschen Cross-Cups und gehörte im Jahr 2017 zu den EAA Cross Country Permit Meetings. Der Deutsche Leichtathletik-Verband bestimmte den Lauf immer wieder als eine Qualifizierungsmöglichkeit der verschiedenen Altersklassen für die Crosslauf-Europameisterschaften, für Jugendliche der Altersklasse U20 ist er seit 2012 neben dem Darmstadt-Cross durchgehend eine von zwei Qualifizierungsmöglichkeiten.
2014, 2017 und 2023 waren in die Veranstaltung die Deutschen Hochschulmeisterschaften im Crosslauf, 2016 die Deutschen Polizeimeisterschaften (Crosslauf) integriert.

## Strecke
Die Strecke befindet sich auf einem leicht abschüssigem Feld nordöstlich des Lohwiesenhofs. Für den Crosslauf eigens errichtet werden ein Sandbunker sowie ein steilerer Hügel aufgeschüttet. Das Wettkampfzentrum befindet sich im Lohwiesenhof und auf angrenzendem Gelände.

## Statistik

### Siegerlisten

#### Männer
Gesamteinlauf mit U23
| Datum         | Distanz                                      | 1. Platz                                     | Zeit (min)                                   | 2. Platz                                     | Zeit (min)                                   | 3. Platz                                     | Zeit (min)                                   |
| ------------- | -------------------------------------------- | -------------------------------------------- | -------------------------------------------- | -------------------------------------------- | -------------------------------------------- | -------------------------------------------- | -------------------------------------------- |
| 8. Nov. 2008  | 10.600 m                                     | Sebastian Hallmann (GER)                     | 33:22                                        | Stephan Hohl (GER)                           | 33:33                                        | Jan Förster (GER)                            | 34:09                                        |
| 7. Nov. 2009  | 10.200 m                                     | Steffen Uliczka (GER)                        | 33:13                                        | Sebastian Hallmann (GER)                     | 33:33                                        | Zelalem Martel (GER)                         | 33:58                                        |
| 6. Nov. 2010  | 8.400 m                                      | Arne Gabius (GER)                            | 25:48                                        | Zelalem Martel (GER)                         | 25:49                                        | Martin Beckmann (GER)                        | 26:07                                        |
| 12. Nov. 2011 | 8.400 m                                      | Philip Kiptoo Rutto (KEN)                    | 23:03                                        | Arne Gabius (GER)                            | 23:06                                        | Sven Weyer (GER)                             | 23:29                                        |
| 10. Nov. 2012 | 8.400 m                                      | Philip Kiptoo Rutto (KEN) -2-                | 26:56                                        | Michael Schramm (GER)                        | 27:07                                        | Karsten Meier (GER)                          | 27:14                                        |
| 9. Nov. 2013  | 8.400 m                                      | Evans Kipkoech Korir (KEN)                   | 26:14                                        | Tom Gröschel (GER)                           | 26:27                                        | Moritz Steininger (GER)                      | 26:31                                        |
| 8. Nov. 2014  | 8.400 m                                      | Yossief Tekle (ERI)                          | 27:49                                        | Abebe Biruk (ETH)                            | 28:30                                        | Benedikt Karus (GER)                         | 28:37                                        |
| 14. Nov. 2015 | 9.000 m                                      | Dejene Gonfa (ETH)                           | 26:08                                        | Amanal Petros (GER)                          | 26:09                                        | Tobias Blum (GER)                            | 26:33                                        |
| 12. Nov. 2016 | 9.000 m                                      | Amanal Petros (GER)                          | 29:20                                        | Fabian Clarkson (GER)                        | 29:47                                        | Philip Kiptoo Rutto (KEN)                    | 30:03                                        |
| 11. Nov. 2017 | 9.000 m                                      | Patrick Karl (GER)                           | 33:16                                        | Jannik Arbogast (GER)                        | 33:16                                        | Amanuel Gergis (SWE)                         | 33:31                                        |
| 10. Nov. 2018 | 9.000 m                                      | Markus Görger (GER)                          | 30:55                                        | Kilian Schreiner (GER)                       | 31:10                                        | Lukas Eisele (GER)                           | 31:12                                        |
| 16. Nov. 2019 | 9.000 m                                      | Ilyas Yonis Osman (SOM)                      | 31:51                                        | Markus Görger (GER)                          | 32:16                                        | Timo Benitz (GER)                            | 32:33                                        |
| 15. Nov. 2020 | n/a, da wegen der COVID-19-Pandemie abgesagt | n/a, da wegen der COVID-19-Pandemie abgesagt | n/a, da wegen der COVID-19-Pandemie abgesagt | n/a, da wegen der COVID-19-Pandemie abgesagt | n/a, da wegen der COVID-19-Pandemie abgesagt | n/a, da wegen der COVID-19-Pandemie abgesagt | n/a, da wegen der COVID-19-Pandemie abgesagt |
| 28. Nov. 2021 | 8.800 m                                      | Markus Görger (GER) -2-                      | 30:05                                        | Samuel Fitwi Sibhatu (GER)                   | 30:06                                        | Johannes Motschmann (GER)                    | 30:38                                        |
| 12. Nov. 2022 | 8.800 m                                      | Markus Görger (GER) -3-                      | 31:51                                        | Patrick Karl (GER)                           | 32:40                                        | Jens Mergenthaler (GER)                      | 32:44                                        |
| 11. Nov. 2023 | 7.700 m                                      | Markus Görger (GER) -4-                      | 26:00                                        | Konstantin Wedel (GER)                       | 26:24                                        | Jonathan Hofer (CHE)                         | 26:34                                        |

#### Frauen
Gesamteinlauf mit U23
| Datum         | Distanz                                      | 1. Platz                                     | Zeit (min)                                   | 2. Platz                                     | Zeit (min)                                   | 3. Platz                                     | Zeit (min)                                   |
| ------------- | -------------------------------------------- | -------------------------------------------- | -------------------------------------------- | -------------------------------------------- | -------------------------------------------- | -------------------------------------------- | -------------------------------------------- |
| 8. Nov. 2008  | 7.500 m                                      | Simret Restle (GER)                          | 27:17                                        | Julia Viellehner (GER)                       | 27:21                                        | Ulrike Maisch (GER)                          | 27:48                                        |
| 7. Nov. 2009  | 6.600 m                                      | Julia Viellehner (GER)                       | 29:38                                        | Verena Dreier (GER)                          | 30:24                                        | Saskia Janssen (GER)                         | 30:41                                        |
| 6. Nov. 2010  | 6.000 m                                      | Verena Dreier (GER)                          | 20:41                                        | Anna Hahner (GER)                            | 20:44                                        | Simret Restle (GER)                          | 21:01                                        |
| 12. Nov. 2011 | 6.000 m                                      | Anna Hahner (GER)                            | 18:15                                        | Verena Dreier (GER)                          | 18:35                                        | Lisa Hahner (GER)                            | 18:37                                        |
| 10. Nov. 2012 | 6.000 m                                      | Fabienne Schlumpf (CHE)                      | 21:44                                        | Jannika John (GER)                           | 21:54                                        | Ursula Gatzweiler (GER)                      | 21:59                                        |
| 9. Nov. 2013  | 6.000 m                                      | Nancy Chepkurui (KEN)                        | 21:09                                        | Ursula Gatzweiler (GER)                      | 21:13                                        | Peninah Jerop Kandie (KEN)                   | 21:47                                        |
| 8. Nov. 2014  | 6.000 m                                      | Fabienne Amrhein (GER)                       | 22:45                                        | Melina Buil (GER)                            | 23:14                                        | Mareike Bechtloff (GER)                      | 23:26                                        |
| 14. Nov. 2015 | 6.600 m                                      | Addisalem Mekonnen (ETH)                     | 21:56                                        | Melina Tränkle (GER)                         | 22:04                                        | Thea Heim (GER)                              | 22:41                                        |
| 12. Nov. 2016 | 6.600 m                                      | Fabienne Amrhein (GER) -2-                   | 23:50                                        | Anna Gehring (GER)                           | 23:52                                        | Maya Rehberg (GER)                           | 24:29                                        |
| 11. Nov. 2017 | 6.600 m                                      | Elena Burkard (GER)                          | 26:04                                        | Betty Chepkwony (KEN)                        | 27:31                                        | Jannika John (GER)                           | 27:59                                        |
| 10. Nov. 2018 | 6.600 m                                      | Elena Burkard (GER) -2-                      | 24:10                                        | Anna Gehring (GER)                           | 24:47                                        | Fabienne Amrhein (GER)                       | 25:03                                        |
| 16. Nov. 2019 | 6.600 m                                      | Elena Burkard (GER) -3-                      | 25:04                                        | Lisa Oed (GER)                               | 26:54                                        | Sarah Hettich (GER)                          | 28:38                                        |
| 15. Nov. 2020 | n/a, da wegen der COVID-19-Pandemie abgesagt | n/a, da wegen der COVID-19-Pandemie abgesagt | n/a, da wegen der COVID-19-Pandemie abgesagt | n/a, da wegen der COVID-19-Pandemie abgesagt | n/a, da wegen der COVID-19-Pandemie abgesagt | n/a, da wegen der COVID-19-Pandemie abgesagt | n/a, da wegen der COVID-19-Pandemie abgesagt |
| 28. Nov. 2021 | 6.600 m                                      | Konstanze Klosterhalfen (GER)                | 24:42                                        | Alina Reh (GER)                              | 25:14                                        | Céline Kaiser (GER)                          | 26:18                                        |
| 12. Nov. 2022 | 6.600 m                                      | Eva Dieterich (GER)                          | 27:19                                        | Céline Kaiser (GER)                          | 27:59                                        | Anneke Vortmeier (GER)                       | 28:17                                        |
| 11. Nov. 2023 | 5.500 m                                      | Elena Burkard (GER) -4-                      | 21:13                                        | Anneke Vortmeier (GER)                       | 21:19                                        | Sibylle Häring (CHE)                         | 21:21                                        |

#### Männliche Jugend U20
Qualifikation für die Crosslauf-Europameisterschaften seit 2012
| Datum         | Distanz                                      | 1. Platz                                     | Zeit (min)                                   | 2. Platz                                     | Zeit (min)                                   | 3. Platz                                     | Zeit (min)                                   |
| ------------- | -------------------------------------------- | -------------------------------------------- | -------------------------------------------- | -------------------------------------------- | -------------------------------------------- | -------------------------------------------- | -------------------------------------------- |
| 10. Nov. 2012 | 6.600 m                                      | Johannes Motschmann (GER)                    | 19:11                                        | Moritz Steininger (GER)                      | 19:20                                        | Kilian Schreiner (GER)                       | 19:38                                        |
| 9. Nov. 2013  | 6.600 m                                      | Johannes Motschmann (GER) -2-                | 19:01                                        | Philipp Reinhardt (GER)                      | 19:07                                        | Lukas Motschmann (GER)                       | 19:10                                        |
| 8. Nov. 2014  | 6.600 m                                      | Patrick Karl (GER)                           | 20:10                                        | Fabian Gering (GER)                          | 20:11                                        | Lukas Eisele (GER)                           | 20:13                                        |
| 14. Nov. 2015 | 6.600 m                                      | Patrick Karl (GER) -2-                       | 19:22                                        | Lukas Eisele (GER)                           | 19:24                                        | Markus Görger (GER)                          | 19:28                                        |
| 12. Nov. 2016 | 6.600 m                                      | Jens Mergenthaler (GER)                      | 21:52                                        | Marc Tortell (GER)                           | 21:52                                        | Lukas Eisele (GER)                           | 21:54                                        |
| 11. Nov. 2017 | 6.600 m                                      | Ilyas Yonis Osman (SOM) 1                    | 23:39                                        | Markus Görger (GER)                          | 24:15                                        | Nick Jäger (GER)                             | 24:33                                        |
| 10. Nov. 2018 | 6.600 m                                      | Mohamed Mohumed (GER)                        | 22:24                                        | Nick Jäger (GER)                             | 22:38                                        | Dominik Müller (GER)                         | 23:14                                        |
| 16. Nov. 2019 | 6.600 m                                      | Dominik Müller (GER)                         | 23:41                                        | Florian Bremm (GER)                          | 23:43                                        | Yassin Mohumed (GER)                         | 23:59                                        |
| 15. Nov. 2020 | n/a, da wegen der COVID-19-Pandemie abgesagt | n/a, da wegen der COVID-19-Pandemie abgesagt | n/a, da wegen der COVID-19-Pandemie abgesagt | n/a, da wegen der COVID-19-Pandemie abgesagt | n/a, da wegen der COVID-19-Pandemie abgesagt | n/a, da wegen der COVID-19-Pandemie abgesagt | n/a, da wegen der COVID-19-Pandemie abgesagt |
| 28. Nov. 2021 | 6.600 m                                      | Bastian Mrochen (GER)                        | 24:12                                        | Kurt Lauer (GER)                             | 24:24                                        | Julian Gering (GER)                          | 24:30                                        |
| 12. Nov. 2022 | 6.600 m                                      | Kurt Lauer (GER)                             | 24:50                                        | Romuald Brosset (CHE)                        | 24:54                                        | Lukas Ehrle (GER)                            | 24:56                                        |
| 11. Nov. 2023 | 4.400 m                                      | Aarno Liebl (CHE)                            | 15:09                                        | Matthieu Bührer (CHE)                        | 15:11                                        | Lukas Ehrle (GER)                            | 15:16                                        |

#### Weibliche Jugend U20
Qualifikation für die Crosslauf-Europameisterschaften seit 2012
| Datum         | Distanz                                      | 1. Platz                                     | Zeit (min)                                   | 2. Platz                                     | Zeit (min)                                   | 3. Platz                                     | Zeit (min)                                   |
| ------------- | -------------------------------------------- | -------------------------------------------- | -------------------------------------------- | -------------------------------------------- | -------------------------------------------- | -------------------------------------------- | -------------------------------------------- |
| 10. Nov. 2012 | 4.200 m                                      | Maya Rehberg (GER)                           | 15:09                                        | Caterina Granz (GER)                         | 15:28                                        | Anna Gehring (GER)                           | 15:36                                        |
| 9. Nov. 2013  | 4.200 m                                      | Alina Reh (GER)                              | 15:18                                        | Caterina Granz (GER)                         | 16:08                                        | Melanie Albrecht (GER)                       | 16:12                                        |
| 8. Nov. 2014  | 4.200 m                                      | Alina Reh (GER) -2-                          | 15:02                                        | Tatjana Schulte (GER)                        | 15:32                                        | Hannah Niemeyer (GER)                        | 15:34                                        |
| 14. Nov. 2015 | 4.800 m                                      | Konstanze Klosterhalfen (GER)                | 15:17                                        | Alina Reh (GER)                              | 15:20                                        | Sarah Kistner (GER)                          | 15:31                                        |
| 12. Nov. 2016 | 4.800 m                                      | Alina Reh (GER) -3-                          | 16:57                                        | Miriam Dattke (GER)                          | 17:49                                        | Lisa Oed (GER)                               | 17:50                                        |
| 11. Nov. 2017 | 4.800 m                                      | Josina Papenfuß (GER)                        | 19:54                                        | Lisa Tertsch (GER)                           | 20:24                                        | Selma Benfares (GER)                         | 20:42                                        |
| 10. Nov. 2018 | 4.800 m                                      | Lisa Oed (GER)                               | 18:27                                        | Anneke Vortmeier (GER)                       | 18:48                                        | Klara Koppe (GER)                            | 19:07                                        |
| 16. Nov. 2019 | 4.800 m                                      | Anneke Vortmeier (GER)                       | 19:15                                        | Antje Pfüller (GER)                          | 19:45                                        | Paula Schneiders (GER)                       | 19:50                                        |
| 15. Nov. 2020 | n/a, da wegen der COVID-19-Pandemie abgesagt | n/a, da wegen der COVID-19-Pandemie abgesagt | n/a, da wegen der COVID-19-Pandemie abgesagt | n/a, da wegen der COVID-19-Pandemie abgesagt | n/a, da wegen der COVID-19-Pandemie abgesagt | n/a, da wegen der COVID-19-Pandemie abgesagt | n/a, da wegen der COVID-19-Pandemie abgesagt |
| 28. Nov. 2021 | 4.400 m                                      | Anneke Vortmeier (GER) -2-                   | 17:26                                        | Emma Heckel (GER)                            | 17:35                                        | Mia Jurenka (GER)                            | 17:42                                        |
| 12. Nov. 2022 | 4.400 m                                      | Kira Weis (GER)                              | 18:09                                        | Johanna Pulte (GER)                          | 18:23                                        | Lisa Merkel (GER)                            | 18:23                                        |
| 11. Nov. 2023 | 4.400 m                                      | Kira Weis (GER) -2-                          | 16:31                                        | Shirin Kerber (CHE)                          | 17:05                                        | Emily Junginger (GER)                        | 17:23                                        |